# Procesy pomagmowe
Procesy pomagmowe (pomagmatyczne) - zjawiska powstawania zespołów mineralnych z resztek stopu krzemiankowego (magmy), wzbogaconego w składniki lotne (np. woda, dwutlenek węgla, bor, fluor, chlor), pozostałego po zakończeniu zasadniczych procesów magmowych. Wraz ze spadkiem temperatury wyodrębniają się następujące etapy krystalizacji resztek pomagmowych: pegmatytowy, pneumatoliczny (z gorących par i gazów), hydrotermalny (z roztworów wodnych).
W wyniku działania procesów pomagmowych może nastąpić autometamorfizm wcześniej zastygłych z tej samej magmy skał plutonicznych. Innym przejawem procesów pomagmowych są pegmatyty, grejzeny.